# 謝恩·惠廷頓
謝恩·惠廷頓（英語：Shayne Whittington，1991年3月27日—），美國籃球運動員。他曾效力於NBA球隊印第安納步行者。在大學期間他效力於西密歇根大學的籃球隊。